# Philesiaceae
Philesiaceae су група вишегодишњих монокотиледоних скривеносеменица, која постоји у статусу фамилије у малом броју класификационих схема. APG II (2003) препознаје статус фамилије, унутар реда Liliales. Филогенетски најближа (најсроднија) фамилија је Rhipogonaceae. 
Фамилија Philesiaceae обухвата мали број чилеанских врста из два рода.